# Memmingerberg
Memmingerberg è un comune tedesco di 2 535 abitanti, situato nel land della Baviera.